# Filippo Zappata
Filippo Zappata, né le 6 juillet 1894 à Ancône et mort le 30 août 1994 à Gallarate, était un ingénieur aéronautique italien. 